# Alberto Bombassei
Alberto Bombassei (ur. 5 października 1940 w Vicenzy) – włoski przedsiębiorca, działacz gospodarczy, współtwórca i prezes zarządu Brembo S.p.A., a także parlamentarzysta.

## Życiorys
W 1961 uczestniczył w utworzeniu przedsiębiorstwa, które powołali jego ojciec i wuj. W 1964 został w nim kierownikiem sprzedaży, w tym samym roku firma zaczęła produkować układy hamulcowe dla Alfa Romeo. W 1970 został dyrektorem działu sprzedaży, inicjując w 1975 współpracę z Ferrari na dostarczanie systemów hamulcowych dla bolidów w Formule 1. W następnym roku objął funkcję dyrektora generalnego, zaś w 1983 po przekształceniach organizacyjnych stanowisko dyrektora zarządzającego (CEO). W 1993 został powołany na stanowisko prezesa grupy.
Kierowane przez niego przedsiębiorstwo wzmacniało swoją pozycję rynkową, stając się dostawcą systemów hamulcowych, głównie dla samochodów i motocykli sportowych licznych marek. Alberto Bombassei był powoływany do organów takich spółek jak Fiat Industrial, Pirelli & C., NTV i innych. Wybrany na wiceprezydenta Confindustrii, w 2012 bezskutecznie ubiegał się o funkcję prezydenta tej organizacji. Wyróżniony tytułem doktora honoris causa Uniwersytetu w Bergamo (2003), odznaczony Orderem Zasługi za Pracę (2004).
W 2013 Alberto Bombassei został kandydatem Wyboru Obywatelskiego i koalicji Z Montim dla Włoch do Izby Deputowanych w jednym z okręgów Wenecji Euganejskiej, uzyskując mandat posła XVII kadencji.